# WCM
La WCM (acronimo di World Championship Motorsports) è stata una squadra motociclistica che ha partecipato a varie edizioni del motomondiale soprattutto con motociclette equipaggiate da propulsori Yamaha.

## Storia
Il team WCM nacque nel 1992 per iniziativa di Bob MacLean e Peter Clifford, che ottennero una fornitura semi-ufficiale di motori Yamaha, i quali venivano messi a disposizione di preparatori di telai esterni alla casa madre nel tentativo di aumentare il numero di partecipanti alle competizioni della classe 500, che da anni andava declinando. L'esordio avvenne nel motomondiale dello stesso anno con una ROC Yamaha affidata al pilota Peter Goddard.
Il rapporto con Yamaha proseguì a livello poco più che informale (con l'adozione dei telai ROC) fino al 1997, quando dopo le prime due gare stagionali il team Promotor Racing, che godeva di una fornitura ufficiale di Yamaha YZR 500 (del tutto analoghe a quelle del team "interno"), si ritirò dal campionato. La casa madre di Iwata invitò il team WCM (che frattanto aveva siglato una munifica sponsorizzazione con la Red Bull) a prendere il controllo di quella struttura, che pertanto assunse il nome di Red Bull Yamaha WCM. Tra i piloti si distinse per performance Luca Cadalora, che chiuse l'annata al sesto posto finale.
L'anno successivo venne ingaggiato il neozelandese Simon Crafar, che ottenne la vittoria a Donington, l'ultima di una moto gommata Dunlop nella classe regina in condizioni di asfalto asciutto.
Nel 1999 il team passò alle Michelin, ma Crafar trovò serie difficoltà ad adattarsi alle nuove coperture; MacLean e Clifford decisero pertanto di sostituirlo con Garry McCoy, che legò alla WCM i migliori anni della sua carriera nel motomondiale, vincendo 3 gare nel 2000 e mettendo in mostra ottime doti di guida. Suo compagno di squadra fu Régis Laconi, che a sua volta nel 1999 vinse la gara di Valencia.
Nel 2001 McCoy fu affiancato da Noriyuki Haga, ma il giapponese stentò ad adattarsi alla nuova moto e chiuse al 14º posto, mentre McCoy arrivò 12º con 3 podi conquistati. Nel 2002, con l'avvento delle motociclette a 4 tempi, la squadra non beneficiò delle nuove M1 e dovette continuare a gareggiare con la YZR 500 a 2 tempi. Ciò precluse la possibilità di lottare al vertice: a fine campionato McCoy fu 19º e l'esordiente John Hopkins 15º.
Nel 2003 il team perse la sponsorizzazione Red Bull e, nel tentativo di riorganizzarsi, si staccò dalla Yamaha, intraprendendo una collaborazione con la Harris Performance Products per lo sviluppo di una propria motocicletta. Per la stagione 2003 della classe MotoGP venne quindi assemblata la Harris WCM, dotata di parti derivate dalla Yamaha YZF-R1, tra le quali il motore 4 cilindri da 990 cm³, che fu modificato in modo sostanziale, con la sostituzione dell'originaria testata da venti valvole con una da sedici. Come piloti furono ingaggiati Chris Burns e Ralf Waldmann, che però rescisse il contratto prima dei test prestagionali e venne sostituito da David de Gea.
Proprio la derivazione da una motocicletta stradale comportò, nei primi gran premi della stagione, la squalifica per la Harris WCM, giacché il regolamento FIM vietava l'adozione di teste, cilindri e carter "di serie"; pertanto fino al Gran Premio del Portogallo Burns e de Gea, si trovarono nuovamente a competere con mezzi a due tempi obsoleti come la ROC Yamaha e la Sabre V4. Alla prova della pista la Harris WCM si rivelò comunque lenta e inaffidabile, con velocità di punta inferiori di trenta chilometri orari rispetto ai top team e molte rotture meccaniche. Al termine della stagione non venne raccolto nessun punto nella classifica iridata.

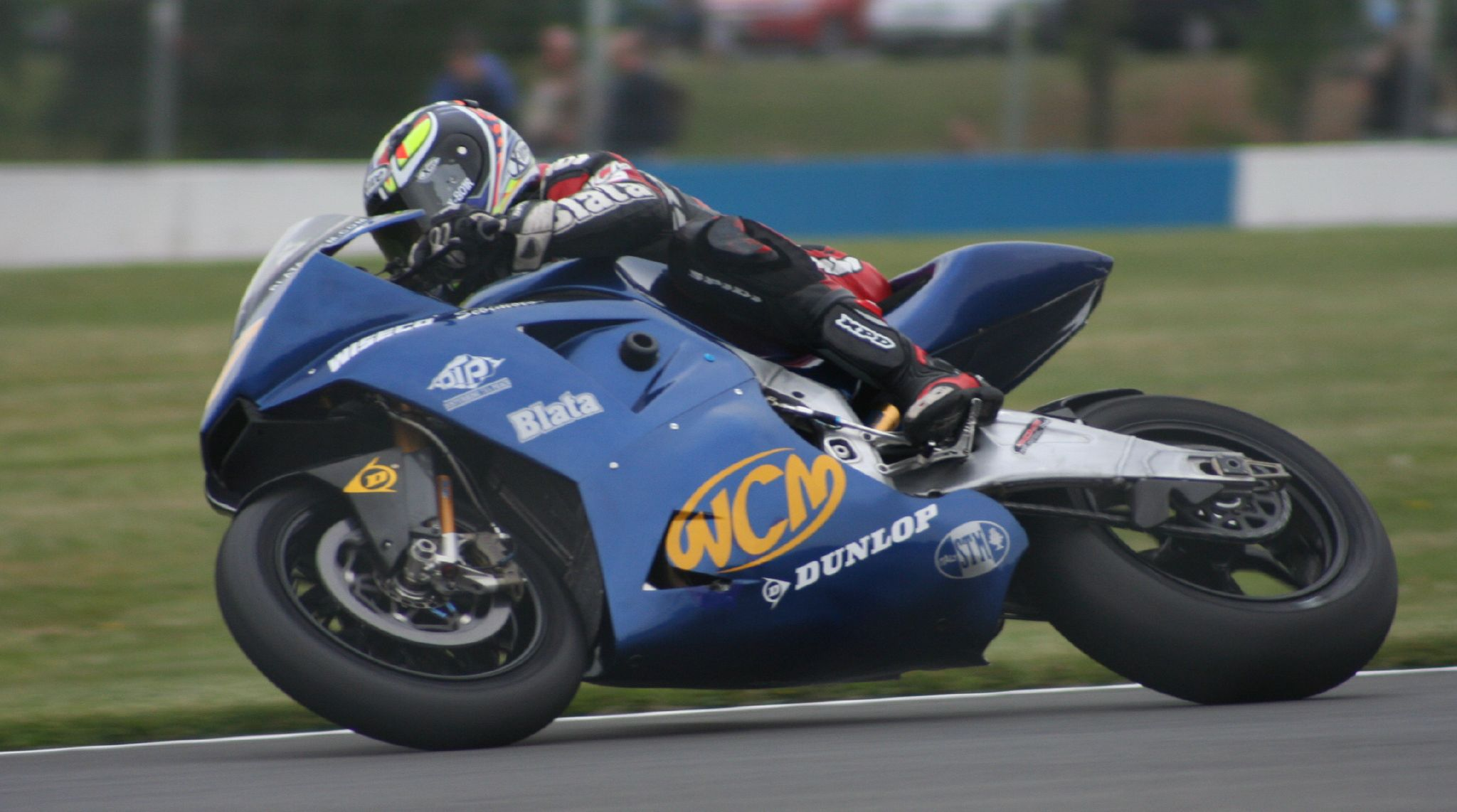
James Ellison sulla Blata WCM nel 2005 a Donington.

Un risultato leggermente migliore venne conseguito nel 2004, con il pilota Michel Fabrizio che, nel GP di Spagna corso sul bagnato, riuscì a chiudere in decima posizione; a fine stagione i punti iridati furono 12 punti, ottenuti anche da James Ellison e Yōichi Ui.
Vista l'improduttività del rapporto con Harris, nel 2005 la WCM si accordò con l'azienda ceca Blata, che doveva portare la squadra a gareggiare con una nuova moto dotata di un propulsore a 6 cilindri. La nuova moto però non vide mai la luce: la Blata WCM continuò a correre coi vecchi telai Harris rimanendo ai margini dello schieramento, con però ancora alcuni piazzamenti a punti. Al termine della stagione Clifford e MacLean, non riuscendo a trovare finanziamenti, né un motorista disposto a collaborare con loro, furono costretti a ritirarsi dal motomondiale.
Nei due anni successivi il nome WCM venne dapprima associato a quello della Bimota per la preiscrizione alla MotoGP del 2006 che non ebbe seguito; anche nel 2007 venne ventilato il possibile ritorno in campo del team, senza però esito concreto.

## Risultati del team in MotoGP
I punti e il risultato finale sono la somma dei punti ottenuti da entrambi i piloti e il risultato finale si riferisce al team e non al costruttore.
| Anno | Moto          | Gomme | Piloti            |     |    |    |    |    |     |    |    |    |     |    |    |    |    |    |     |  | Punti | Pos. |
| ---- | ------------- | ----- | ----------------- | --- | -- | -- | -- | -- | --- | -- | -- | -- | --- | -- | -- | -- | -- | -- | --- |  | ----- | ---- |
| 2002 | Yamaha YZR500 | D     | Garry McCoy       | Rit | 10 | 15 |    |    |     |    | 12 | 9  | 13  | 11 | 10 | 17 | 15 | 18 | Rit |  | 101   | 9º   |
| 2002 | Yamaha YZR500 | D     | John Hopkins      | 12  | 14 | 13 | 11 | 12 | 10  | 7  | 8  | NP | Rit | 8  | 14 | 14 | 18 | 16 | 11  |  | 101   | 9º   |
| 2002 | Yamaha YZR500 | D     | Jean-Michel Bayle |     |    |    | 14 | 13 |     |    |    |    |     |    |    |    |    |    |     |  | 101   | 9º   |
| 2002 | Yamaha YZR500 | D     | Alex Hofmann      |     |    |    |    |    | Rit | 11 |    |    |     |    |    |    |    |    |     |  | 101   | 9º   |

| Anno | Moto                            | Gomme | Piloti            |    |  |  |  |  |  |  |     |    |     |    |     |     |     |     |    |  | Punti | Pos. |
| ---- | ------------------------------- | ----- | ----------------- | -- |  |  |  |  |  |  | --- | -- | --- | -- | --- | --- | --- | --- | -- |  | ----- | ---- |
| 2003 | Harris WCM ROC Yamaha, Sabre V4 | D     | Chris Burns       | NP |  |  |  |  |  |  | Rit | NQ | Rit | NP | Rit | Rit | Rit | 20  | NQ |  | 0     |      |
| 2003 | Harris WCM ROC Yamaha, Sabre V4 | D     | José David de Gea |    |  |  |  |  |  |  | Rit | 20 | NP  | 22 | 19  | 19  | Rit | Rit | 20 |  | 0     |      |

| Anno | Moto       | Gomme | Piloti            |    |    |     |    |    |     |     |    |     |     |    |    |    |    |    |     |  | Punti | Pos. |
| ---- | ---------- | ----- | ----------------- | -- | -- | --- | -- | -- | --- | --- | -- | --- | --- | -- | -- | -- | -- | -- | --- |  | ----- | ---- |
| 2004 | Harris WCM | D     | Chris Burns       |    | NQ | Rit | NQ | 18 | 17  | 20  | 16 | Rit |     | NP |    |    |    |    | Rit |  | 12    | 12º  |
| 2004 | Harris WCM | D     | Michel Fabrizio   | 18 | 10 | 16  | 15 | 16 | Rit |     | 15 | 20  | 17  |    |    |    |    |    |     |  | 12    | 12º  |
| 2004 | Harris WCM | D     | José David de Gea |    |    |     |    |    |     | Rit |    |     |     |    |    |    |    |    |     |  | 12    | 12º  |
| 2004 | Harris WCM | D     | James Ellison     |    |    |     |    |    |     |     |    |     | Rit | 16 |    | 13 | 18 | 22 | 19  |  | 12    | 12º  |
| 2004 | Harris WCM | D     | Yōichi Ui         |    |    |     |    |    |     |     |    |     |     |    | 15 | NQ | 19 | 21 |     |  | 12    | 12º  |

| Anno | Moto      | Gomme | Piloti          |    |     |     |     |     |    |    |    |     |     |    |    |     |    |    |    |     | Punti | Pos. |
| ---- | --------- | ----- | --------------- | -- | --- | --- | --- | --- | -- | -- | -- | --- | --- | -- | -- | --- | -- | -- | -- | --- | ----- | ---- |
| 2005 | Blata WCM | D     | Franco Battaini | 17 | Rit | Rit | 17  | 18  | 19 | 20 | 17 | Rit | 15  | 20 | 11 | 16  | 16 | 15 | 17 | 16  | 14    | 11º  |
| 2005 | Blata WCM | D     | James Ellison   | 16 | 15  | 13  | Rit | Rit | 18 | 19 | 16 | Rit | Rit | 19 | NP | Rit | 15 | 14 | 18 | Rit | 14    | 11º  |

| Legenda | 1º posto        | 2º posto            | 3º posto            | A punti      | Senza punti        | Grassetto – Pole position Corsivo – Giro più veloce |
| Legenda | Gara non valida | Non qual./Non part. | Ritirato/Non class. | Squalificato | '-' Dato non disp. | Grassetto – Pole position Corsivo – Giro più veloce |